# Staffan Jacobson
Lars Staffan Jacobson, född 9 juni 1948 i Vingåker, är en svensk konstvetare och författare. Under 1960-talets senare del blev han politiskt engagerad, enligt vad Jacobson uppger först i u-landsfrågan och fredsrörelsen och därefter för den frihetliga socialismen. År 1990 gav han ut en bok om graffitimåleriet, Spraykonst och samma år blev han Sverige-Amerikastiftelsens forskningsstipendiat i USA. 1996 kom hans doktorsavhandling Den spraymålade bilden. Denna har under 2000-talet följts av flera böcker i skilda ämnen, varav en del självbiografiska.
Jacobson är också sedan 1965 verksam som konstnär  och som översättare av bland andra Cornelius Castoriadis och Raoul Vaneigem  Han skriver även dagliga krönikor och artiklar på webbsidan Konst & Politik.